# Польський сантехнік
По́льський санте́хнік (фр. plombier polonais, пол. polski hydraulik) — символічний образ дешевої робочої сили зі Східної Європи, яка мігруватиме в «старі» країни ЄС внаслідок прийняття «Директиви з послуг на внутрішньому ринку». Образ отримав популярність у Франції під час дискусії навколо референдуму з прийняття Європейської конституції у 2005 році.
Голландський політик Фріц Болькенштайн творець «Директиви», на пресконференції в провокаційному ключі заявив, що волів би найняти польського сантехніка, бо стало складно знайти працівника для ремонту його другого будинку на півночі Франції. Ця заява викликала велику дискусію у Франції. Як символ дешевої робочої сили, яка хлине до Франції після прийняття Євроконституції, «Польського сантехніка» згадував правоконсервативний політик Філіп де Вільє. У свою чергу, цей образ використовували і прихильники законопроєкту, звинувачуючи його супротивників в ксенофобії.
Образ Польського сантехніка був «перехоплений» самою Польщею як відповідь на полонофобію. З'явився рекламний плакат для французьких туристів, де Сантехнік французькою мовою закликає їх їхати в Польщу: «Я залишаюся в Польщі. Приїжджайте й Ви». В образі Сантехніка постав модель Пйотр Адамський.
Образ використовується також Швейцарською соціалістичною партією як символ вільного ринку праці, під гаслом «Plombiers de tous les pays, unissez-vous !» (Сантехніки всіх країн, єднайтеся!).